# Psammophis sibilans
Espèce
Synonymes
- Coluber sibilans Linnaeus, 1758
- Coluber monoliger Daudin, 1803
- Coluber auritus Geoffroy De St-hilaire, 1829
- Psammophis moniliger var. hierosolymitana Jan, 1870
- Psammophis sibilans var. intermedius Fischer, 1884

Psammophis sibilans est une espèce de serpents de la famille des Lamprophiidae.

## Répartition
Cette espèce se rencontre dans quasiment tous les pays d'Afrique au nord d'une ligne Namibie-Zambie-Mozambique.

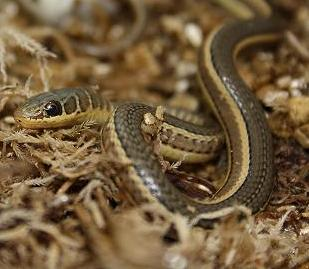

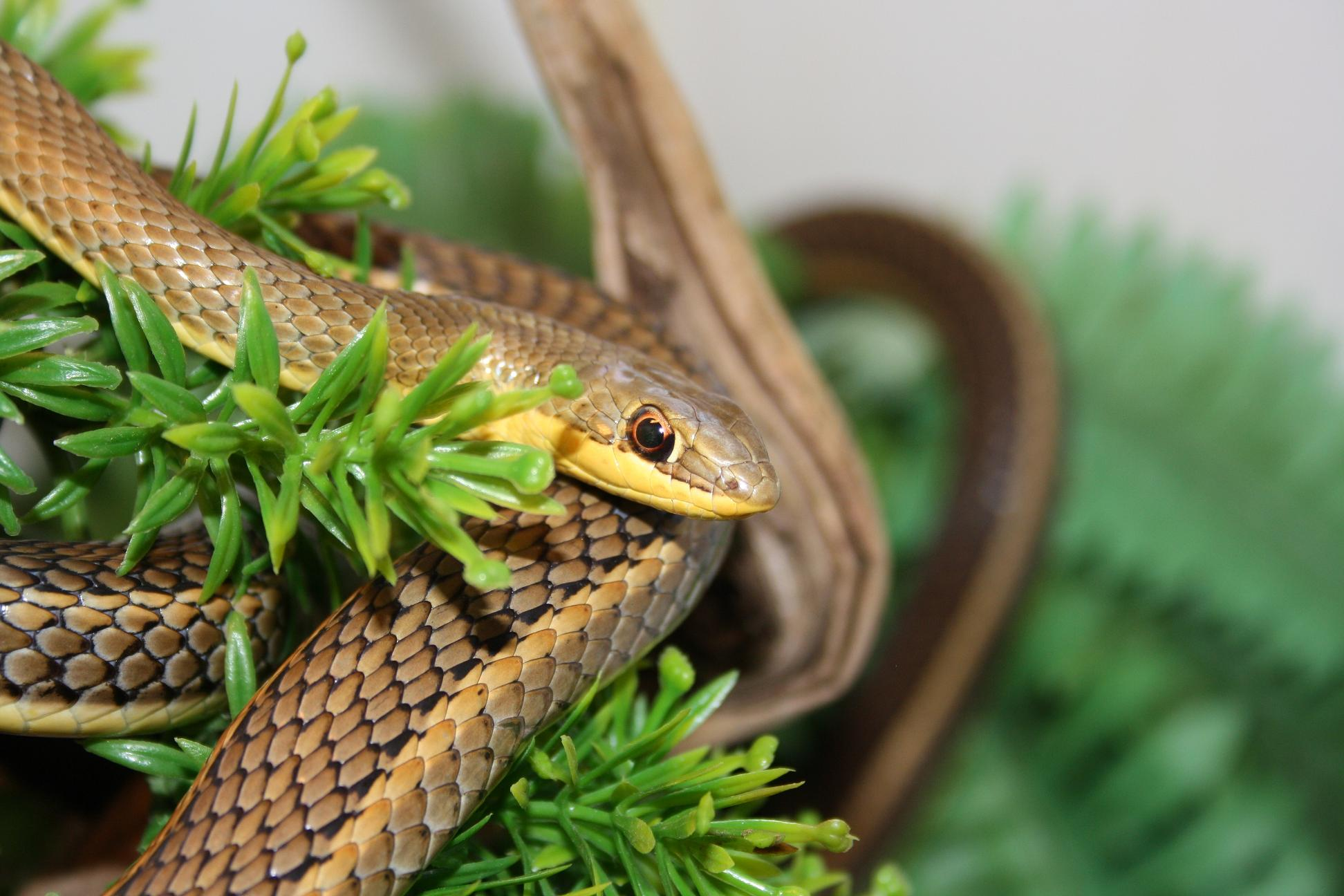

## Publication originale
- Linnaeus, 1758 : Systema naturae per regna tria naturae, secundum classes, ordines, genera, species, cum characteribus, differentiis, synonymis, locis, ed. 10 (texte intégral).